# Saint-Germain-Lespinasse
Saint-Germain-Lespinasse är en kommun i departementet Loire i regionen Auvergne-Rhône-Alpes i centrala Frankrike. Kommunen ligger i kantonen Saint-Haon-le-Châtel som tillhör arrondissementet Roanne. År 2022 hade Saint-Germain-Lespinasse 1 222 invånare.

## Befolkningsutveckling
Antalet invånare i kommunen Saint-Germain-Lespinasse
| Referens: INSEE |